# Uduba fisheri
Uduba fisheri is een spinnensoort uit de familie Udubidae. De soort komt voor in Madagaskar.